# Formosa (provins)

Formosa (Provincia de Formosa) är en provins i nordöstra Argentina, vid gränsen mot Paraguay. Provinshuvudstad är Formosa.
Formosa har en yta på 72 000 km² och drygt 500 000 invånare. Klimatet är tropiskt varmt och jordbruk är den största näringen, särskilt bomulls- och fruktodlingar. Det finns skog och regnskog i Formosa med ett rikt växt- och djurliv. Formosa är en av de få argentinska provinser där det fortfarande finns jaguarer i naturen.